# 倪會鼎
倪會鼎（？—17世紀），字子新，紹興府上虞縣人，明朝政治與南明軍事人物。

## 生平
倪會鼎是尚書倪元璐的兒子，諸生出身，跟隨黃道周遊歷；父親殉難後，他冒死收葬，徵召健兒在河南、山東等地抵抗流寇。南京失陷，他和弟弟倪會覃、倪會紹及鄭守書在金華起兵，得黃道周推薦任職職方郎中；同時上疏朝廷建議通誠，未得理會。隆武帝命黃道周北伐，他再次上疏不應輕易率領烏合之眾出兵。
福京失守，倪會鼎閉門照顧祖母和母親，不接受清朝舉薦與金錢；他熱心公益，曾在蕭山修築西江塘，使人民沒有鹽患。黃道周死後，他在徽周拿著弟子服裝，連同家人到南京親自殮葬，高弘圖死後他也為其於雲門山舉殯；而陳子壯、楊廷麟都是倪元璐的弟子，他就尋訪二人遺孤撫恤。晚事的他從事寫作，很少見人，到九十七歲時去世。

## 引用
1. 1 2  錢海岳《南明史·卷四十·列傳第十六》：倪會鼎，字子新，上虞人。尚書元璐子。諸生。從道周遊。元璐殉難，冒死歸骨，約壯健散檄豫、魯間，令各逐寇；任錦衣僉事。南京亡，與弟會覃、會紹及守書起兵金華，道周薦職方郎中，疏言：「今者僅以一成一旅之資，申畫郊圻。然無食無兵，揭竿斬木之眾，率市井白徒，荷戈則為象物，脫巾則為驕兒，其視宋之祥興，相去幾何。夫存亡之機，問不容髮，今文武如水火，自一二正人外，無可倚者。盍遣使婉約通誠，或得休息境內。」不報。上命道周北征，力疾上書，畧言：「用兵之道，必求萬全。今方畧規模，一無可恃，而率烏合之弱卒，輕於一試，誠不知其可也。」
2. ↑  錢海岳《南明史·卷四十·列傳第十六》：福京亡，杜門奉祖母、母，清舉山林，力辭，贈金不受。會鼎好義，嘗修築蕭山西江塘，民無斥鹵之患。道周歿，在徽持弟子服，偕其家人赴南京，親為含殮，寄襯。高弘圖死，為殯於雲門山。陳子壯、廷麟皆元璐高弟，訪其遺孤，力卹之。晚事著述，人難一面。卒年九十七。